# ويليام باتريك مانينغ
ويليام باتريك مانينغ (بالإنجليزية: William Patrick Manning)‏ هو سياسي أسترالي، ولد في 18 نوفمبر 1845، وتوفي في 20 أبريل 1915. انتخب عضو الجمعية التشريعية نيو ساوث ويلز.